# Бадовинац, Николай
Никола (Николай) Бадовинац (хорв. Nikola Badovinac; 24 апреля 1828, Бадовинци, Хорватия, Габсбургская империя (ныне Озаль, Карловацкой жупании, Хорватии) — 20 ноября 1902, Ново-Место, Австро-Венгрия (ныне Словения)) — хорватский финансист, эксперт, политический и государственный деятель, президент (мэр) Загреба (1885-1889).

## Биография
До 1850 года изучал право на юридическом факультете Университета в Загребе.
После оккупации Боснии и Герцеговины Австро-Венгрией с 1878 по 1888 год работал помощником генерал-губернатора этой провинции и занимался, главным образом, организацией её финансов. В 1878—1881 годах в Национальной администрации Боснии и Герцеговины учредил финансовую службу — Национальный совет, президентом которого он был. Участвовал в организации административного и судебного аппарата Боснии и Герцеговины.
Вернувшись в Загреб, стал членом парламента от Независимой народной партии, выступал за присоединение Жумберака к Королевству Хорватия.
В 1885 году стал президентом Загреба, оказал на этом посту большие услуги своему отечеству (до 1889). Будучи мэром Загреба, осуществил несколько значительных транспортных и коммунальных мероприятий в городе. Премьер-министр Королевства Венгрия К. Куэн-Хедервари отстранил его от должности мэра.
В 1896 году Н. Бадовинац был избран почётным гражданином Загреба и удостоен хорватско-венгерского дворянства с титулом Бадовинский.